# Agostino Castelli
Agostino Castelli (Cagliari, 6 ottobre 1799 – Bosa, 17 gennaio 1848) è stato un militare italiano, decorato di Medaglia d'Oro al Valor Militare. Ufficiale del Corpo dei Cavalleggeri di Sardegna, noto per il suo ruolo nella repressione del brigantaggio sardo della prima metà del XIX secolo.

## Biografia
Figlio primogenito di Raffaele Castelli e Giuseppa Diana, nacque in nobile e antichissima famiglia.
Come i suoi avi iniziò la carriera militare fin da giovane, entrando a quasi 18 anni nell'Esercito come guardia del corpo di Vittorio Emanuele I. Divenne poi Sottotenente di fanteria nel 1821 e destinato nei "Cacciatori di Nizza" fu poi dispensato dal servizio e ricevette il grado di Luogotenente. Nominato Luogotenente di fanteria a paga intera nel 1827, entrò a far parte dei "Cavalleggeri di Sardegna" dal 16 giugno 1832 con il grado di Luogotenente in 1°. Promosso al grado di Capitano nel 1839. Nel luglio 1840 il Castelli fu inviato ad arrestare una banda di briganti capeggiati da Salvatore Tuffu nel Supramonte di Orgosolo: secondo quanto riportato dal rapporto, il Castelli riuscì a dirigere gli uomini a sua disposizione in maniera tale da avere poche perdite, pur sgominando l'intera banda, e uccidendone i capi. Nel settembre 1840 il Castelli ricevette la Medaglia d'oro al valor militare e venne trasferito con il suo grado alle funzioni di maggiore della piazza di Bosa. Ivi morì il 17 gennaio 1848.
Il Castelli non fu l'unico a distinguersi nella sua famiglia: il padre Raffaele era Colonnello dei Reali Dragoni; il fratello Luigi fu un eroe pluridecorato delle guerre d'indipendenza italiane, Maggior Generale e Comandante Generale dei "Cavalleggeri di Sardegna"; il fratello Tommaso morì durante le cinque giornate di Milano con il grado di Capitano di Fanteria; il fratello Pietro ricevette la medaglia d'argento per il valore dimostrato nel "Quadrato di Villafranca"; il fratello Gaetano ricevette la medaglia di bronzo durante l'assedio di Gaeta. Agostino si sposò con la nobile Margherita Meloni, dalla quale ebbe: Carlo, che raggiunse il grado di Maggior Generale dei Carabinieri, da colonnello ebbe il comando della Legione di Cagliari e successivamente della Legione di Roma; altri cinque figli.

### Riconoscimenti
- Cagliari gli ha dedicato una via;
- L'Arma dei Carabinieri gli ha dedicato il comando provinciale di Cagliari;
- L'Arma dei Carabinieri gli ha dedicato quattro corsi allievi in diversi anni;
- L'Arma dei Carabinieri lo commemora nel Calendario Storico dell'Arma del 2011;
- L'Arma dei Carabinieri lo annovera tra i suoi eroi. Un quadro è esposto all'interno del percorso del Museo storico dell'Arma dei carabinieri;
- Il 228º Corso Allievi Carabinieri Ausiliari (1999) venne intitolato al Cap. Castelli.

## Onorificenze
Maggiore dei Cavalleggeri di Sardegna, comandante militare di Bosa